# Charlotte Bolland
Charlotte Bolland é curadora sénior de coleções do século XVI na National Portrait Gallery de Londres.

## Carreira
Bolland é graduada em história pela Universidade de Durham e possui um mestrado em História da Arte pelo Courtauld Institute of Art. Ela completou o seu PhD na Queen Mary University of London em 2011 em 'Cultura Material Italiana no Tribunal Tudor'.
Ela foi eleita Membro da Sociedade de Antiquários de Londres a 12 de dezembro de 2019.